# Jeonju
Jeonju (Jeonju-si; 전주시; 全州市), è il capoluogo della provincia sudcoreana del Jeolla Settentrionale.

## Amministrazione

### Gemellaggi
- San Diego
- Suzhou
- Kanazawa

## Galleria d'immagini

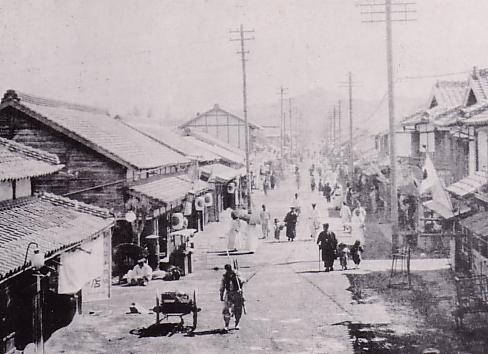
La zona centrale della città (quartiere Wansan) durante il periodo dell'occupazione giapponese
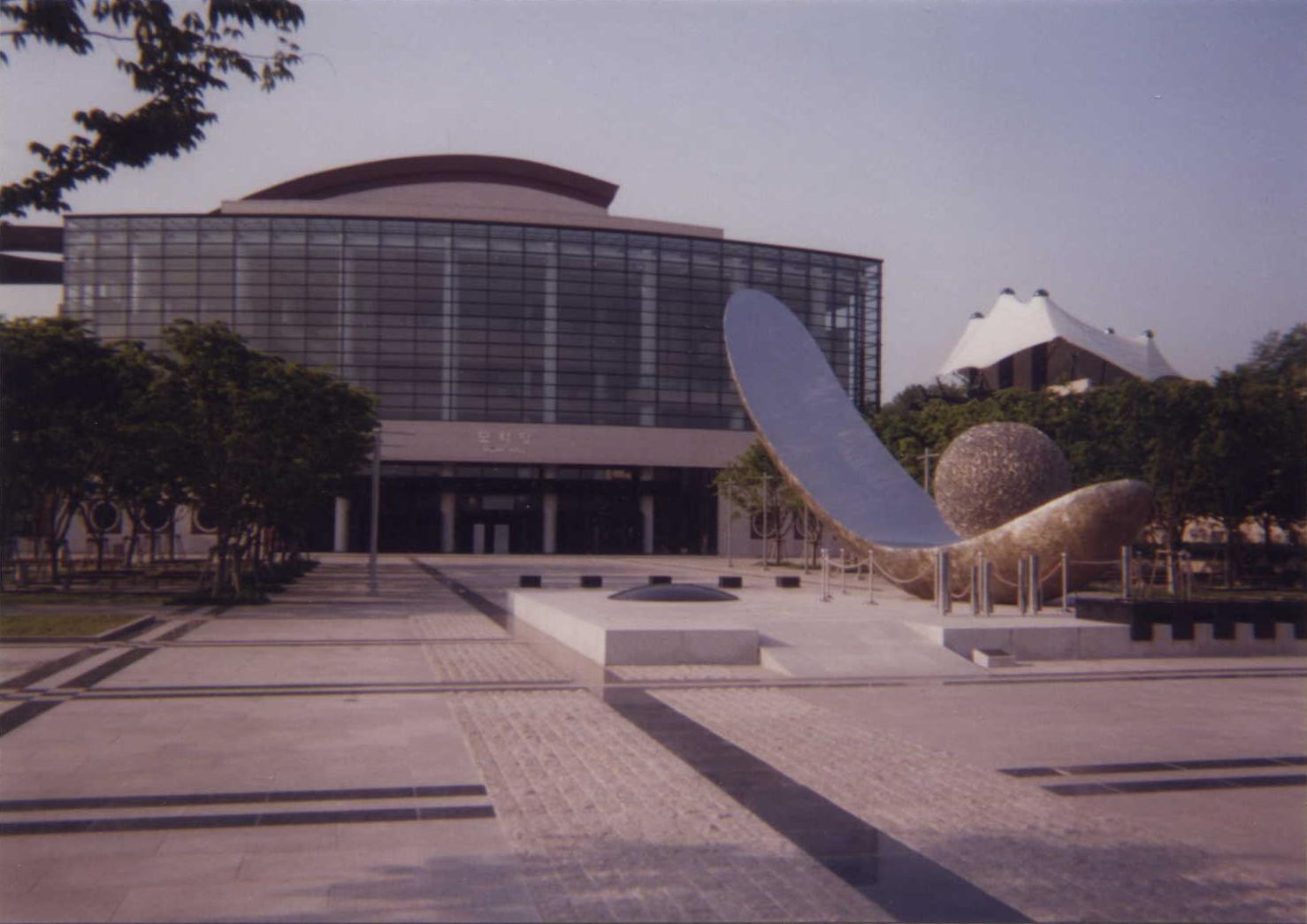
Centro d'arte sori di Jeollabuk-do.
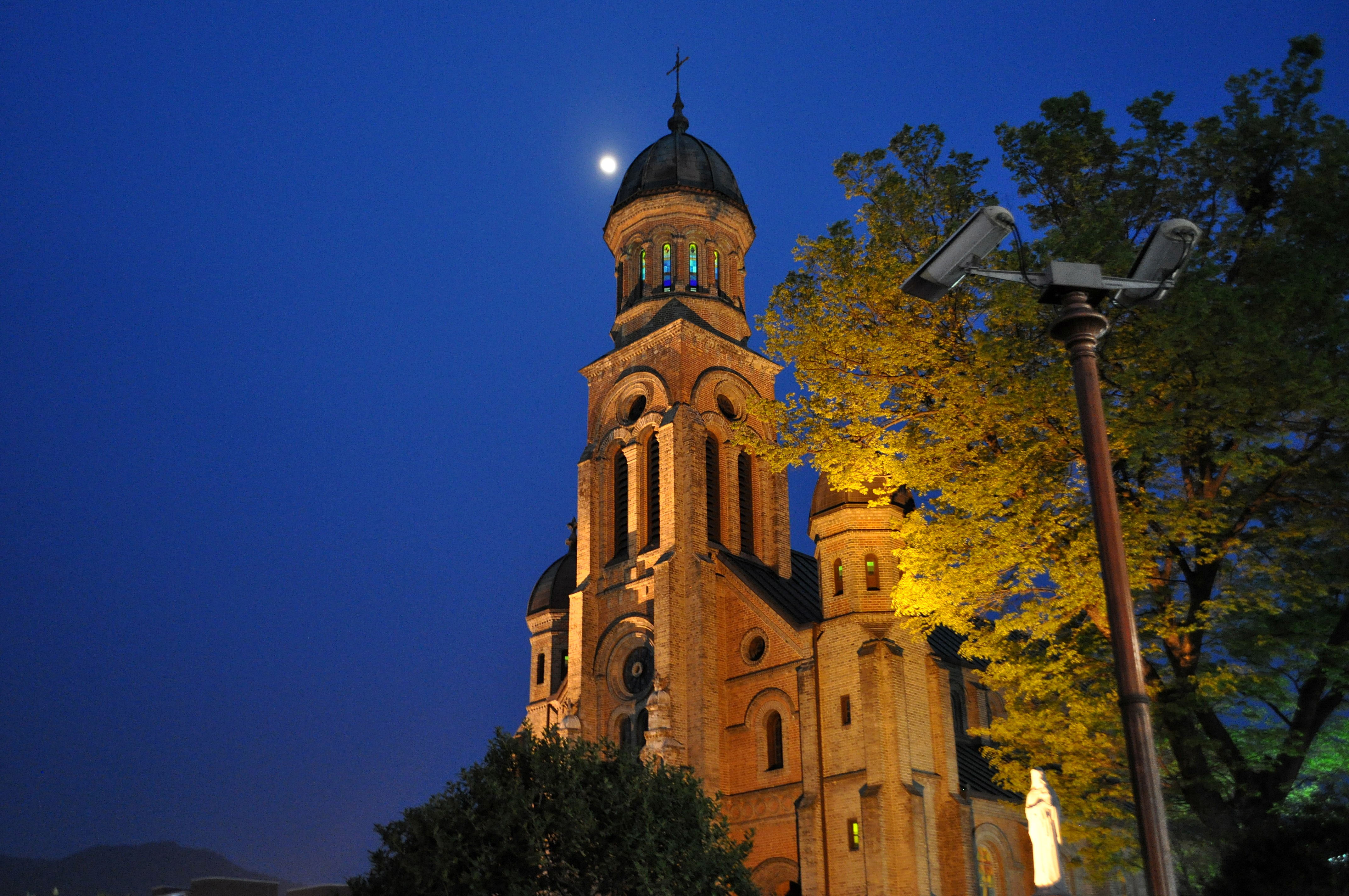
Veduta notturna della cattedrale cattolica di Jeondong.
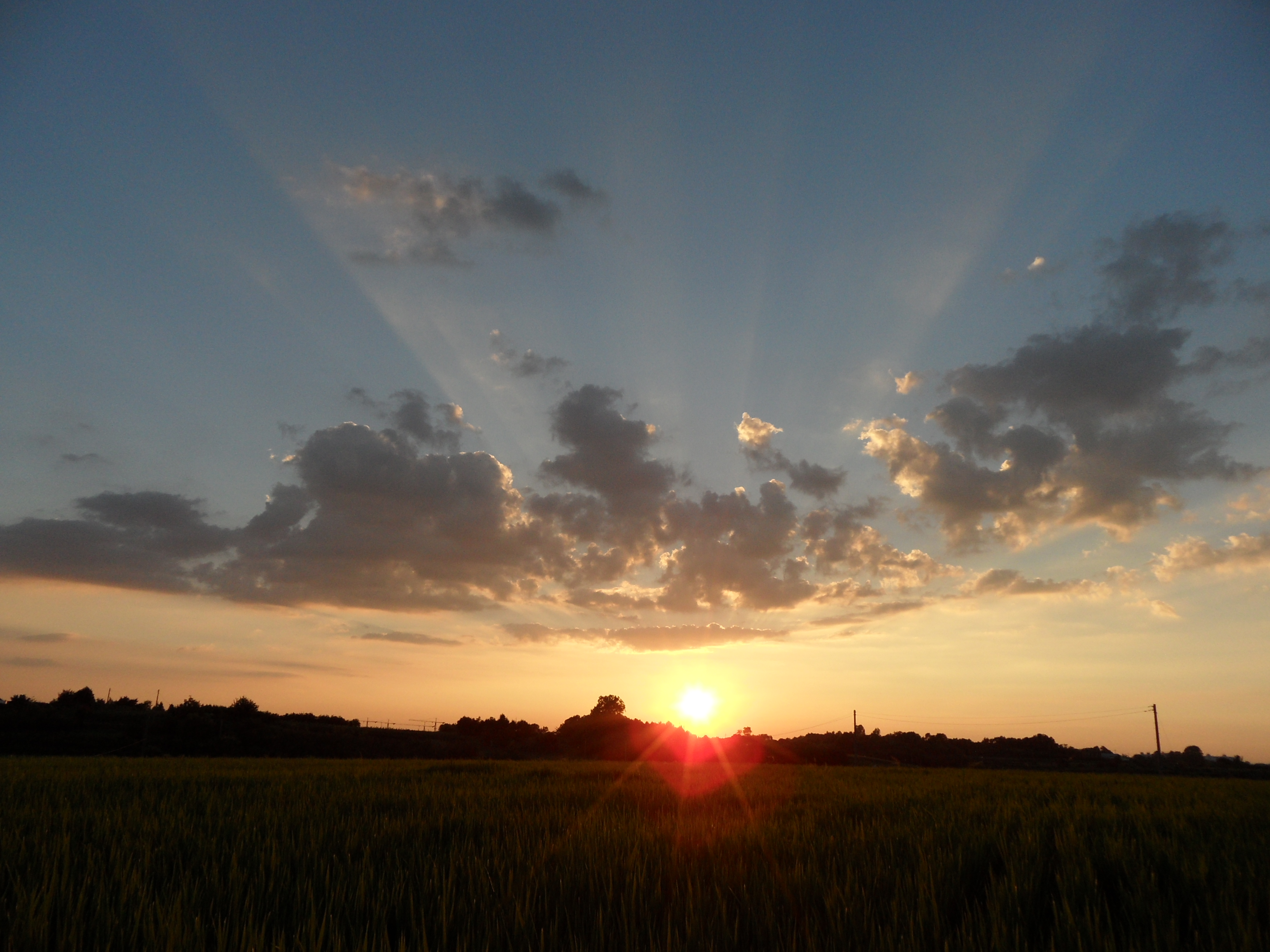
La periferia di Jeonju al tramonto, agosto 2012.
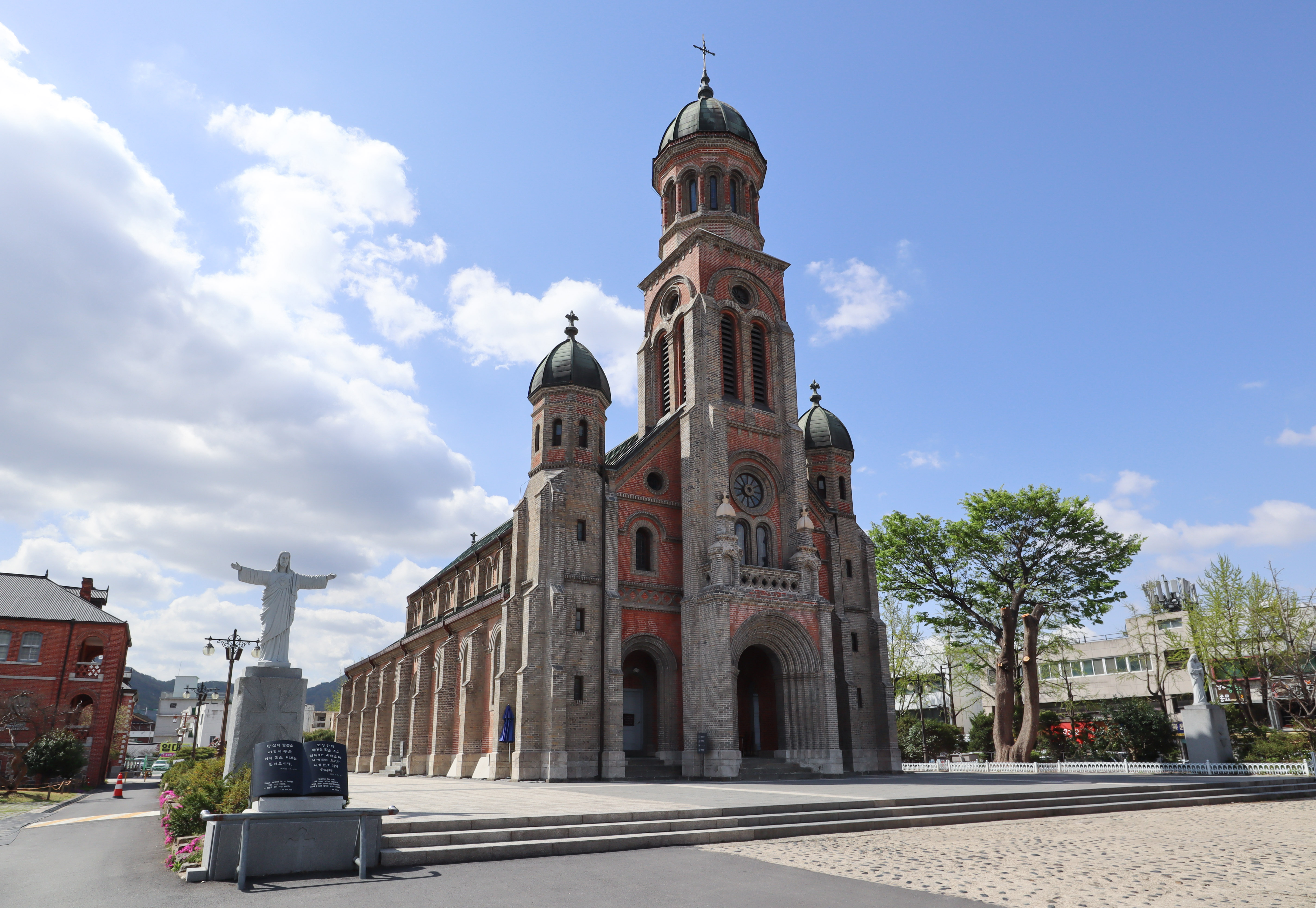
Cattedrale cattolica di Jeondong, Jeonju.
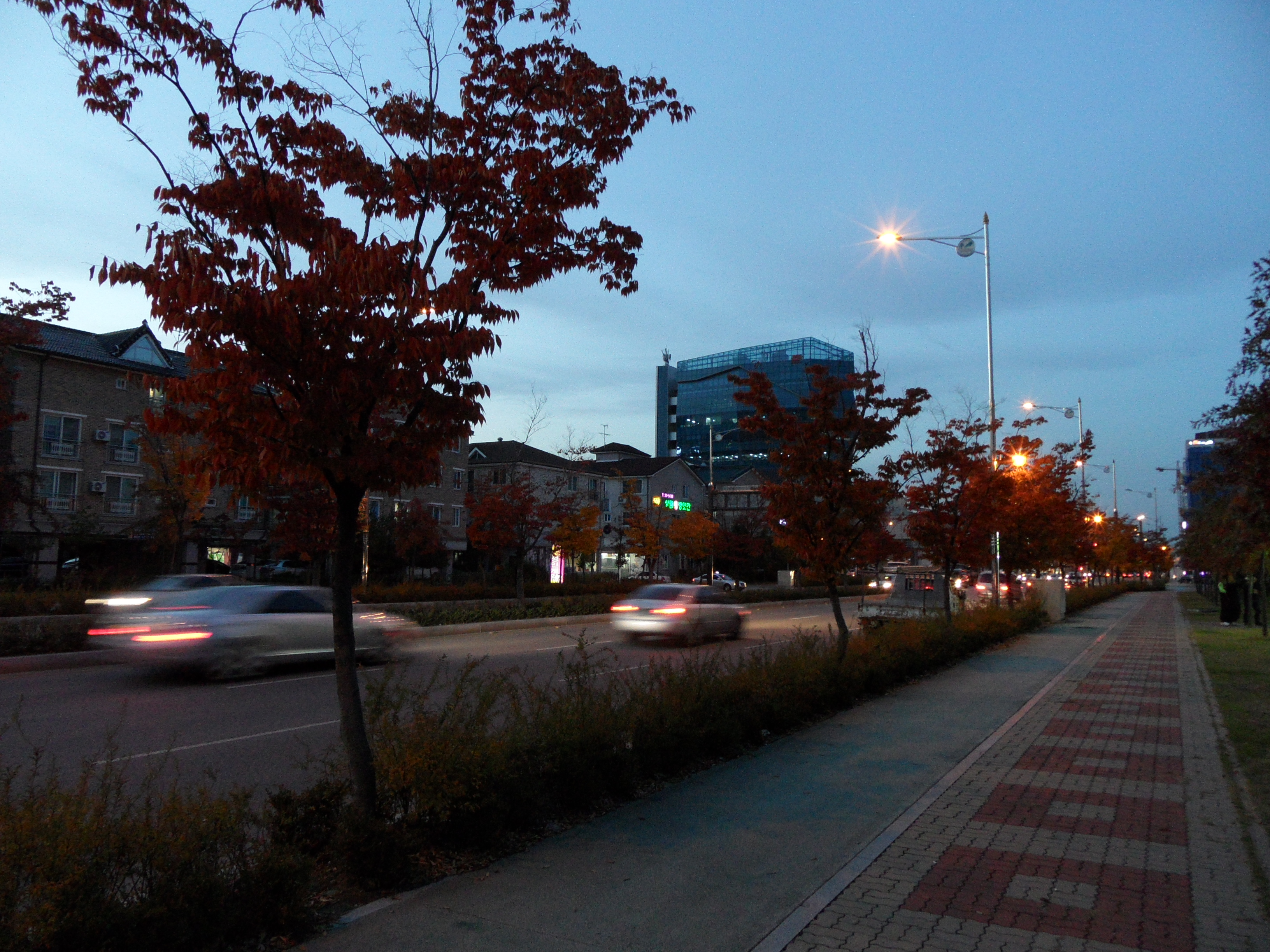
Pista ciclabile con marciapiede.
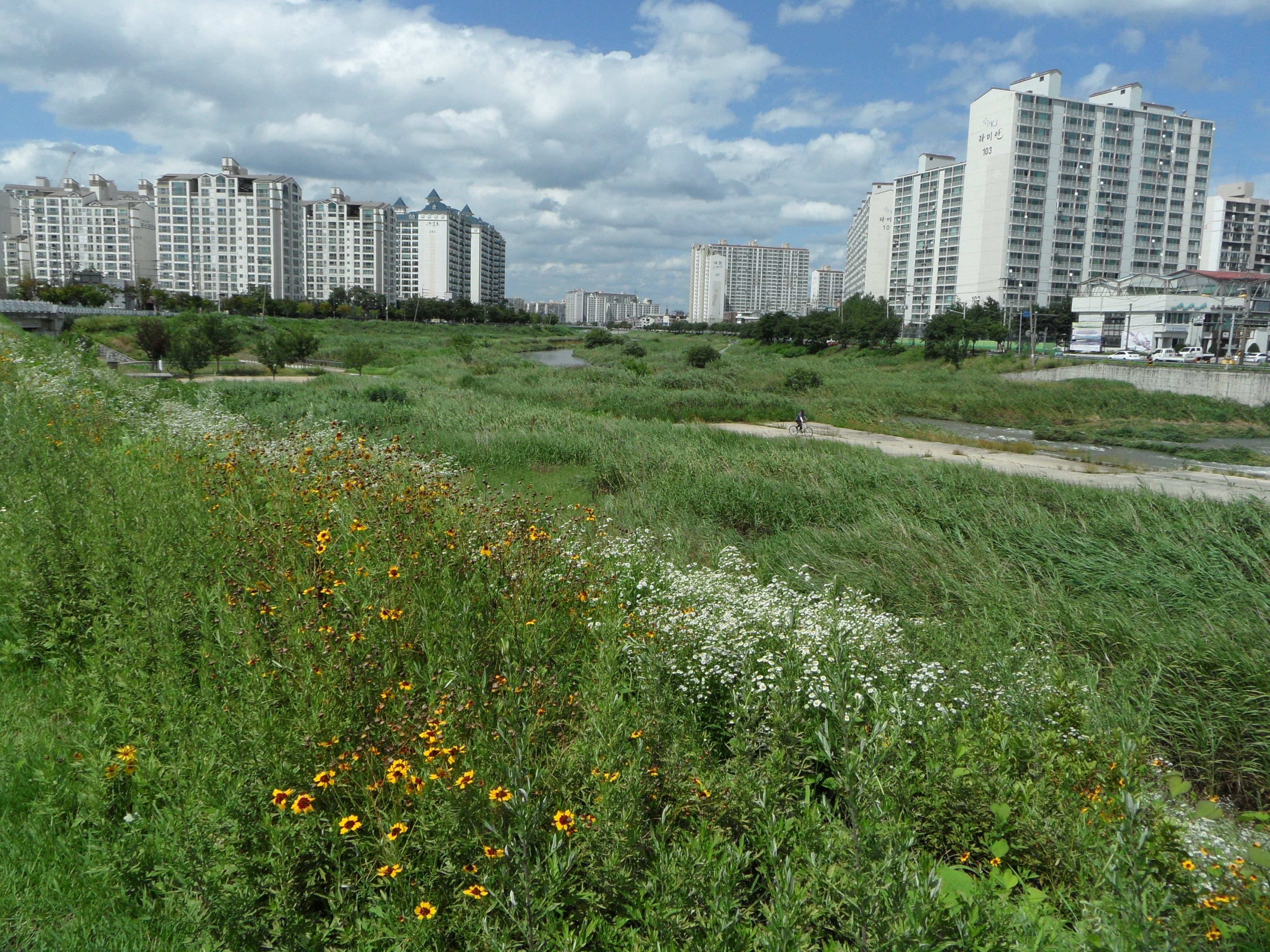
Trails along the Samcheon (river) - 2014.
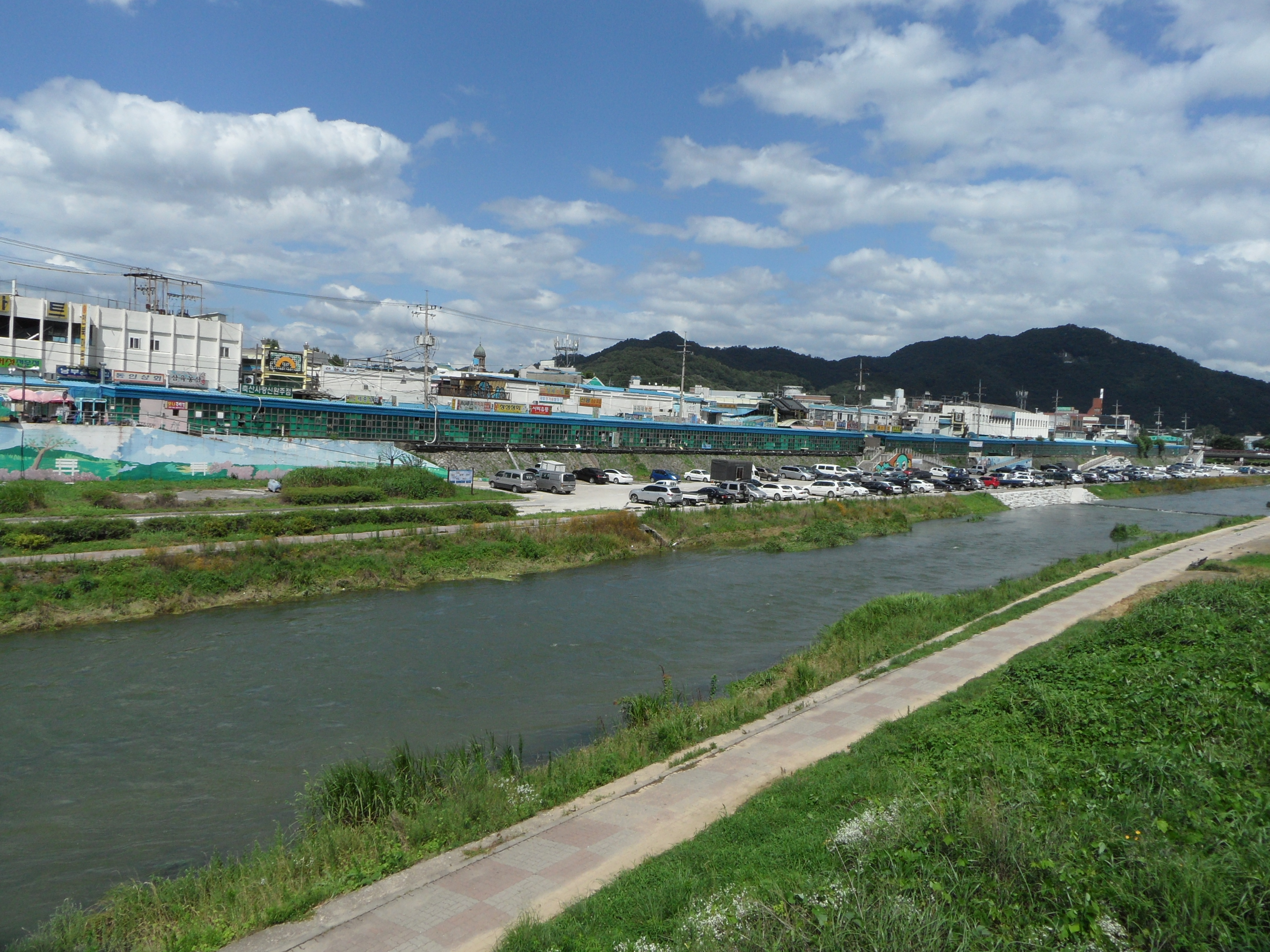
Along Jeonju River and across from Nambu Market.
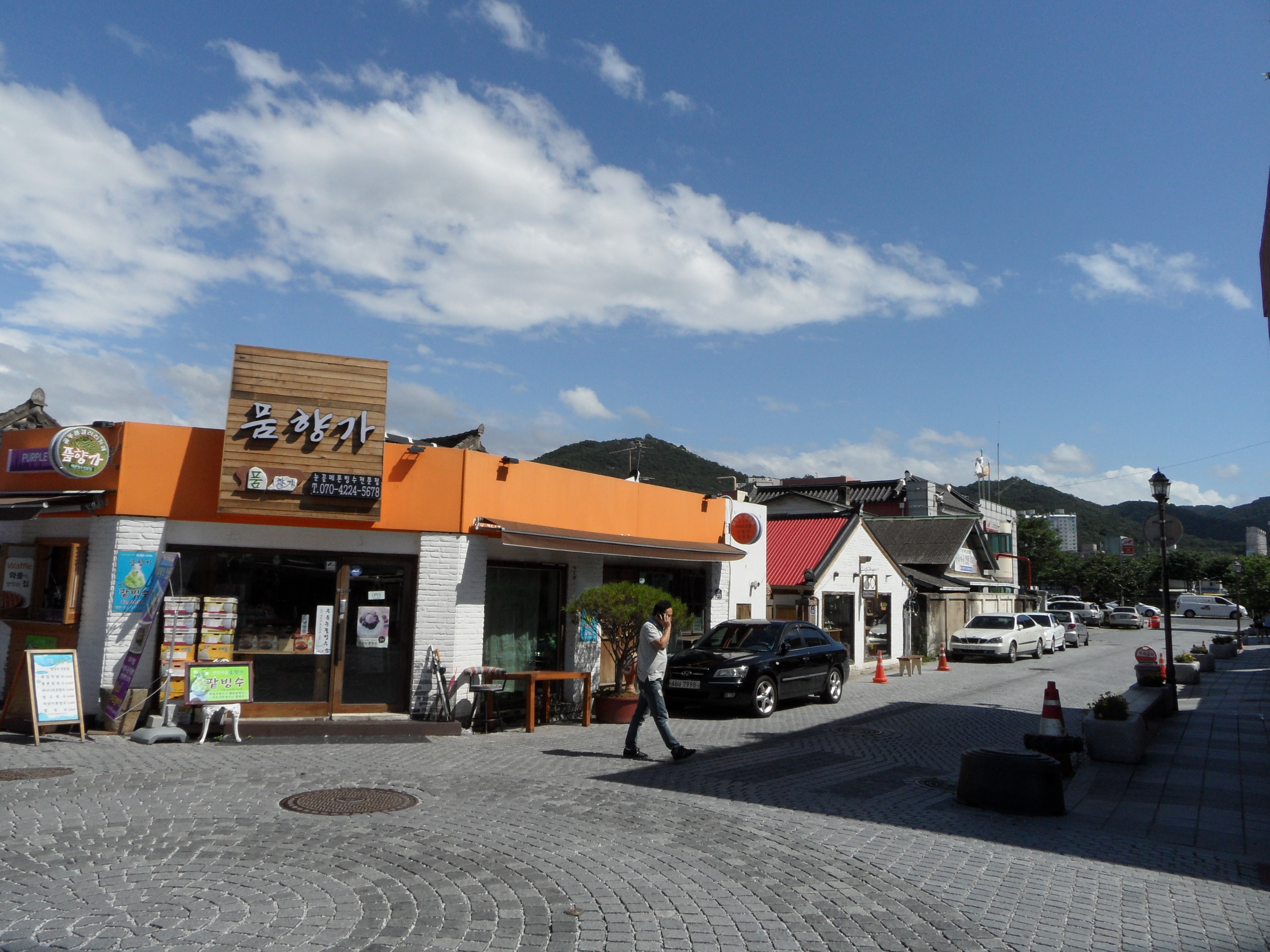
Villaggio con abitazioni tradizionali (hanok), 2014.
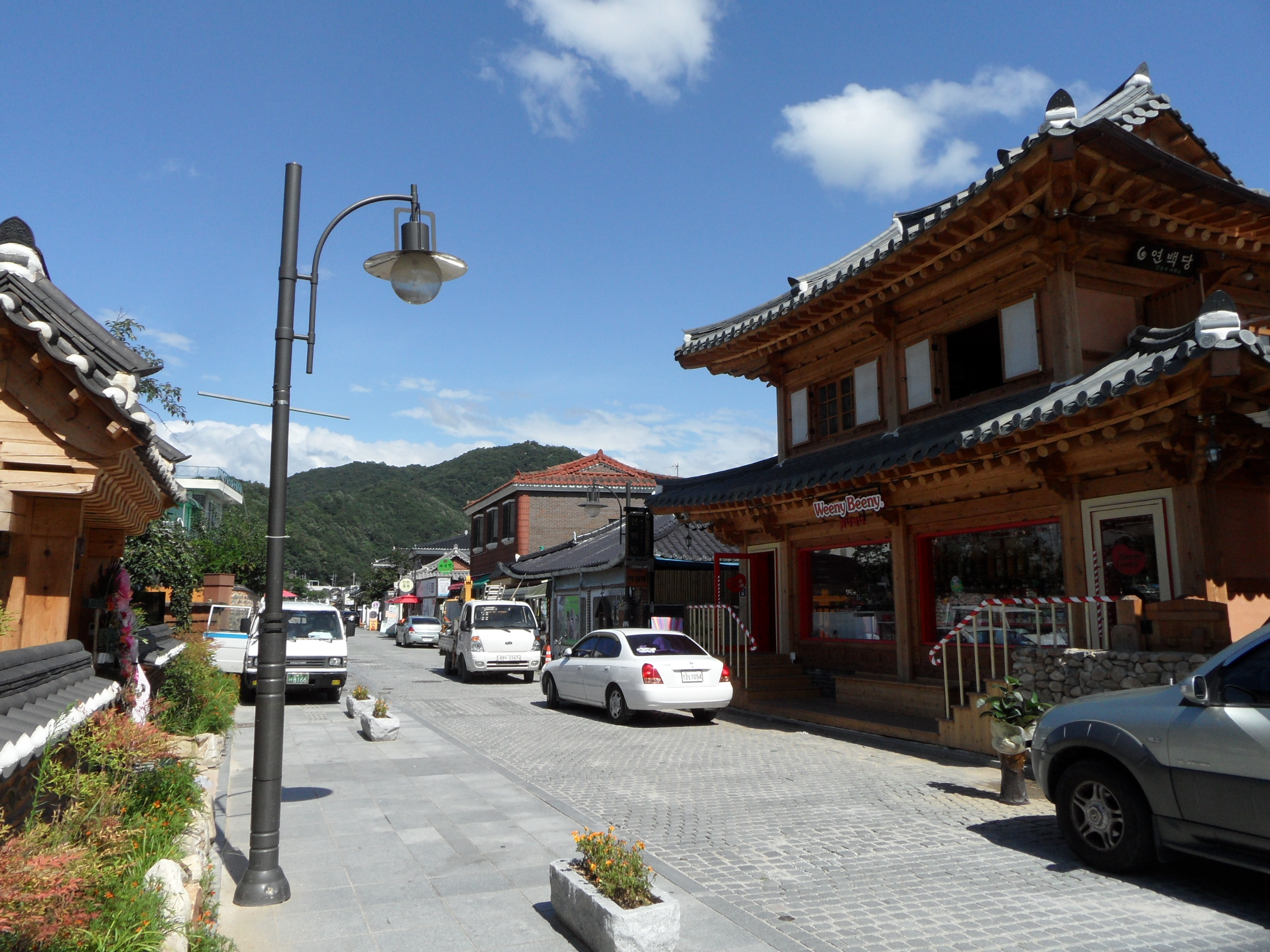
Villaggio con abitazioni tradizionali (hanok), 2014.
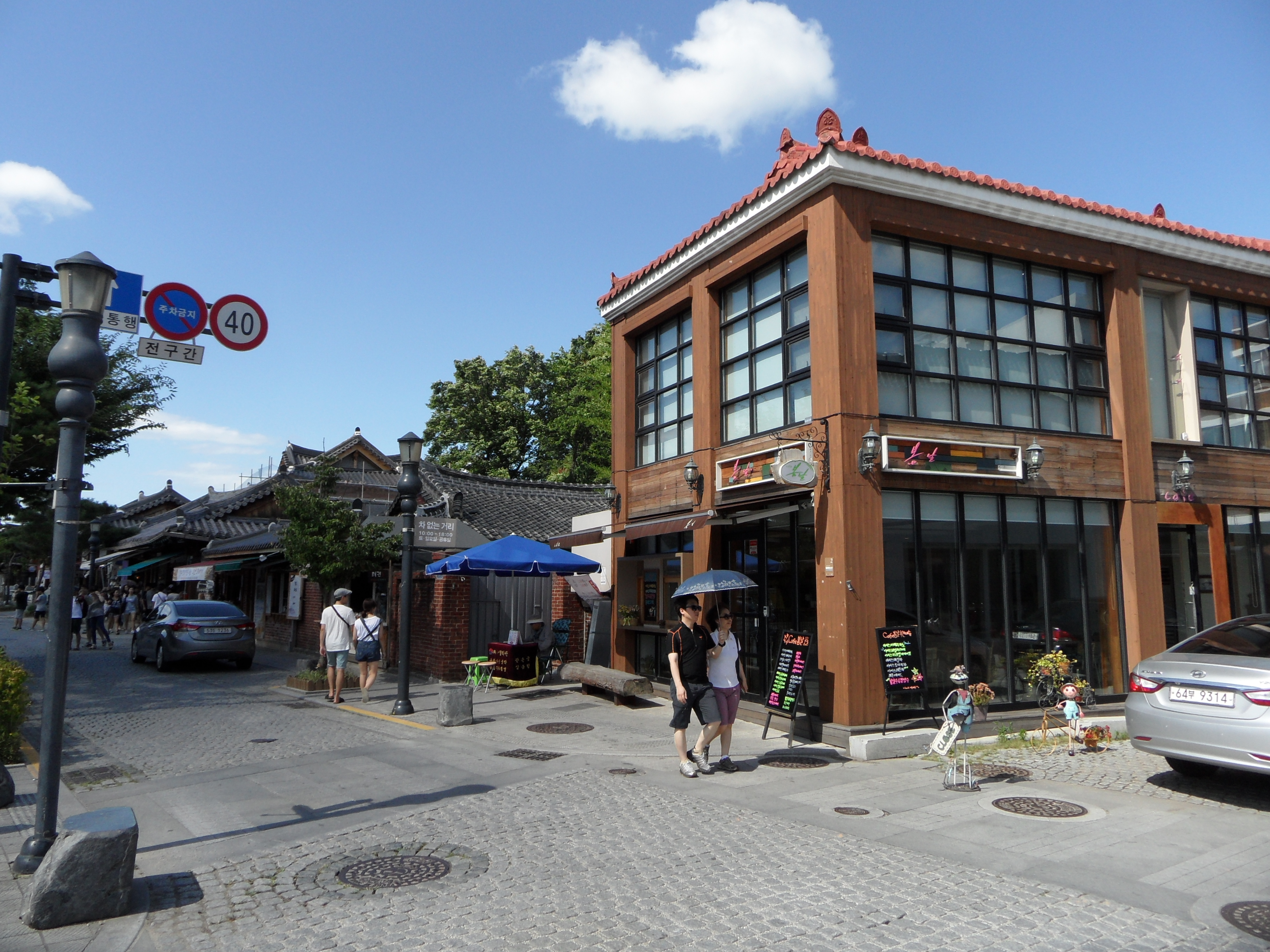
Villaggio con abitazioni tradizionali (hanok), 2014.
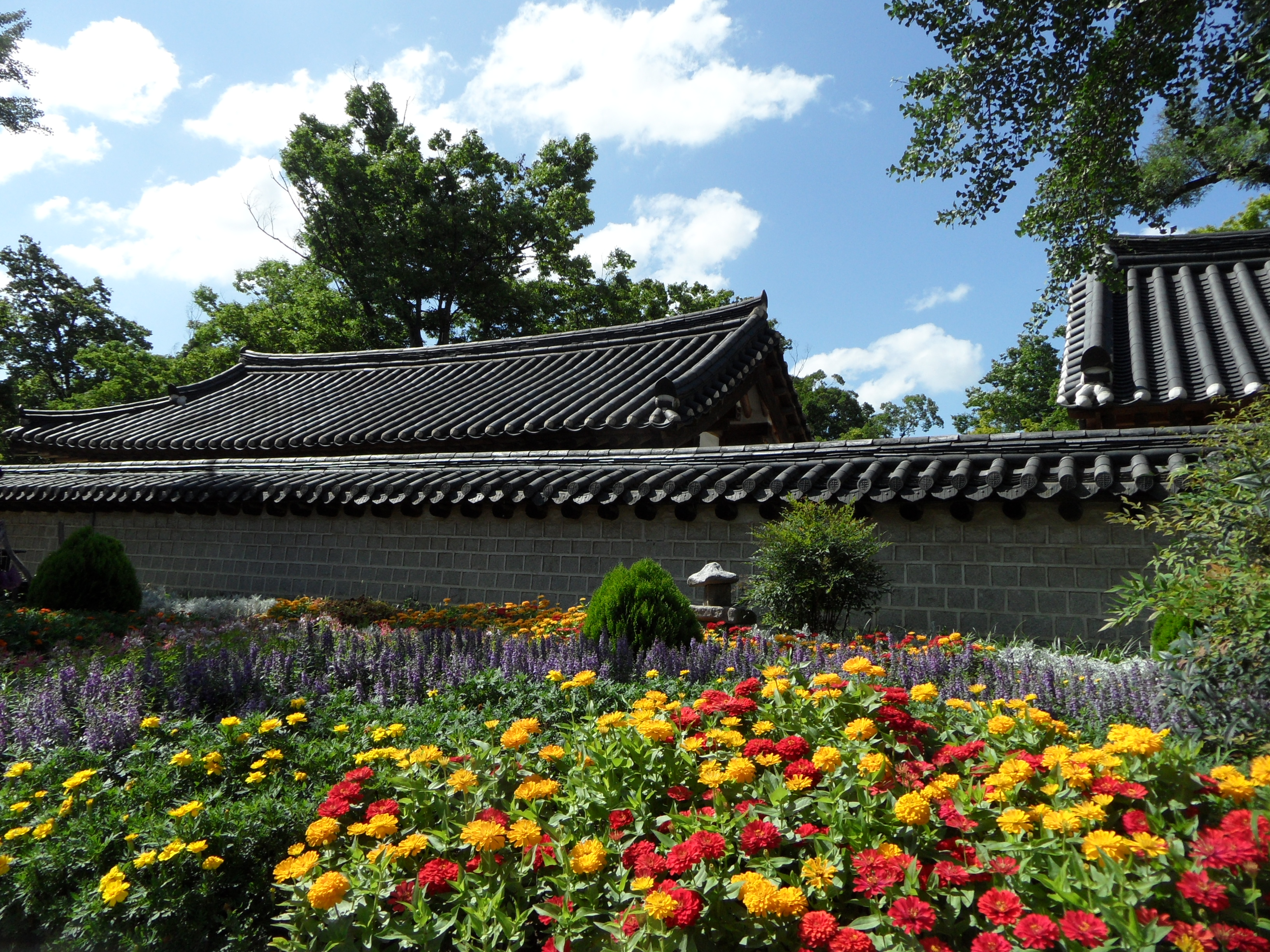
Gyeongi jeon entrance (2014).
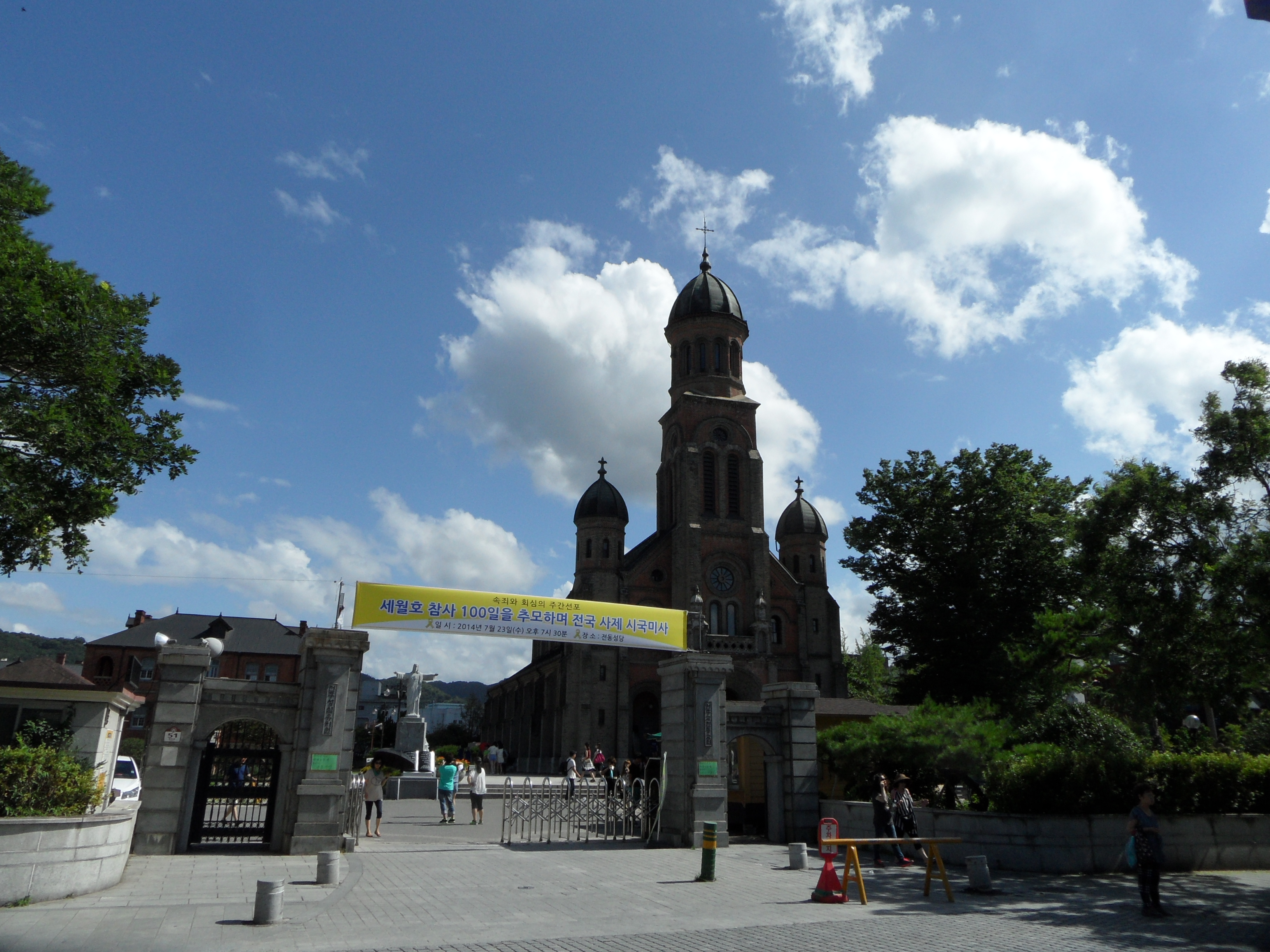
Cattedrale cattolica di Jeondong - 2014.
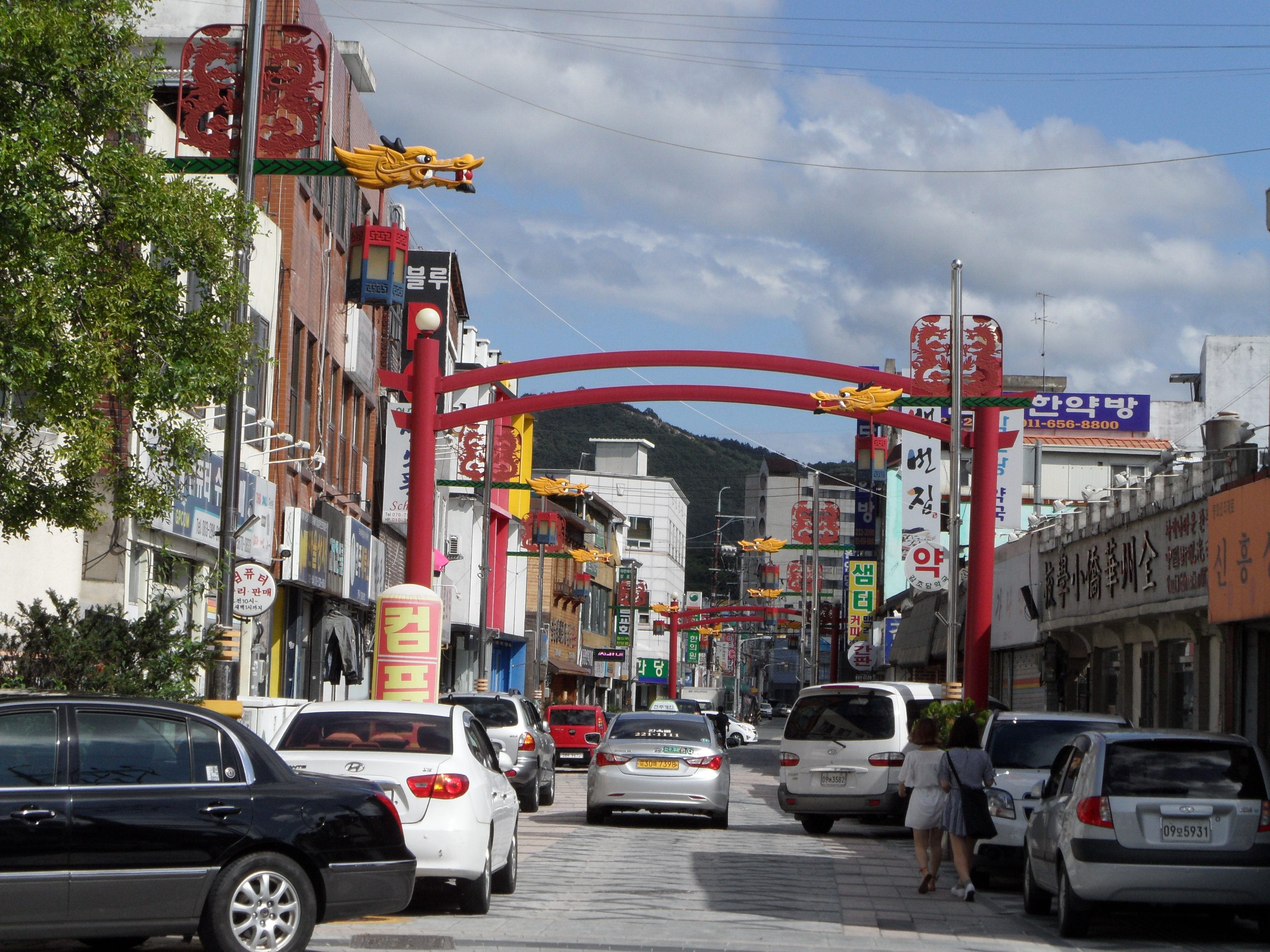
La Chinatown, 2014.
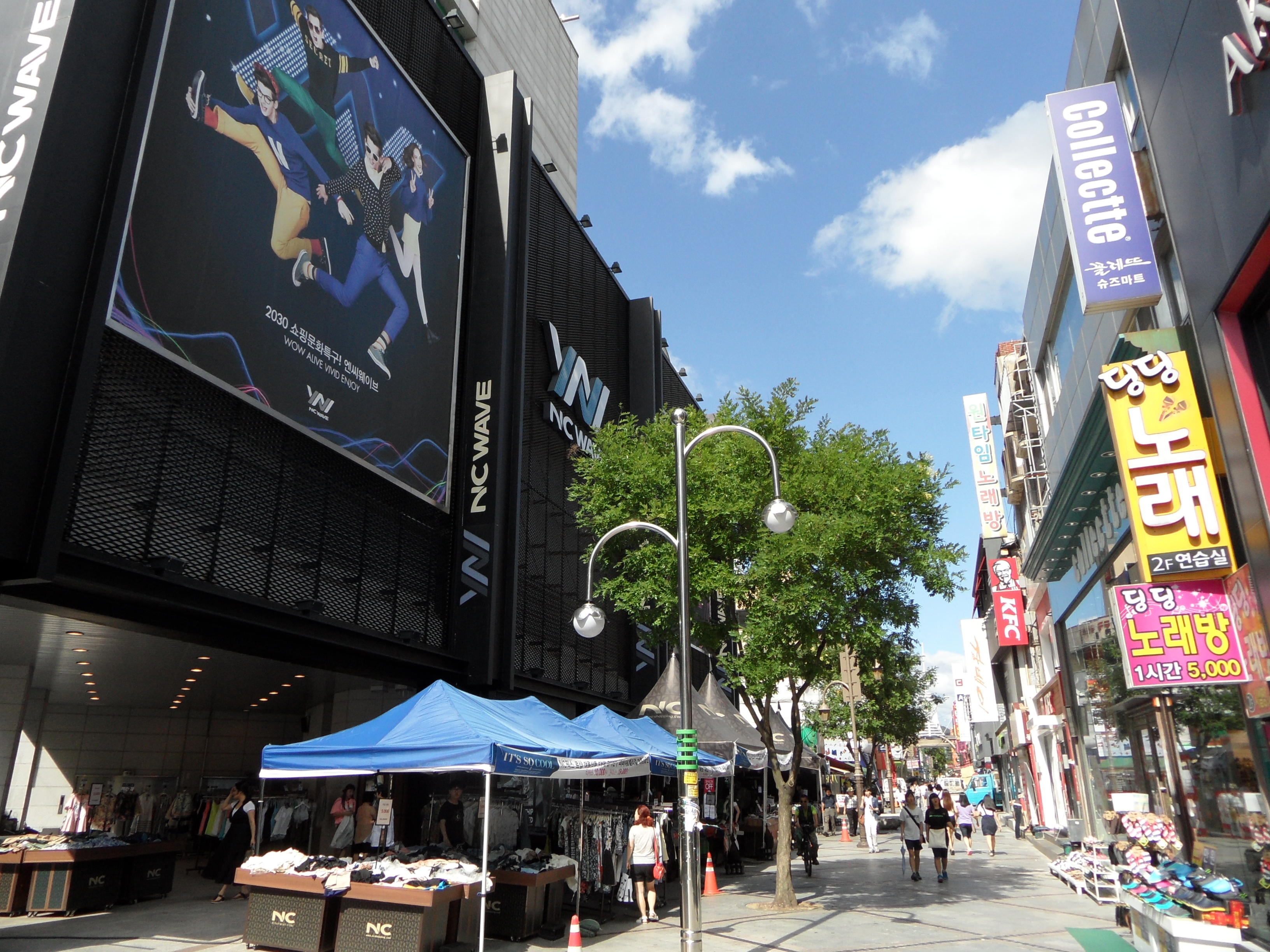
Gaeksa shopping area (Jeonju) - 2014.
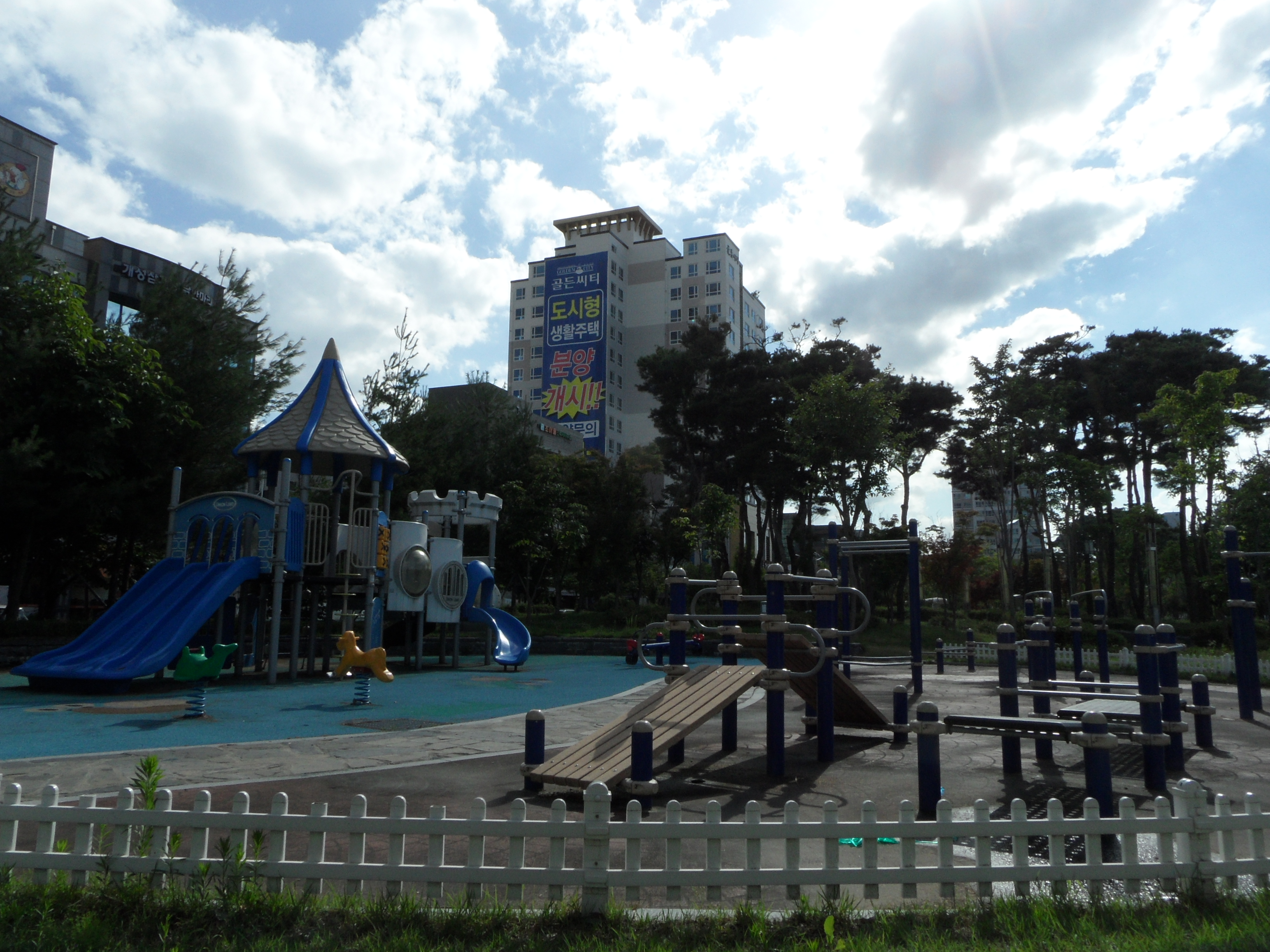
Outdoor city park (Jeonju, Hyoja Dong) - 2014.
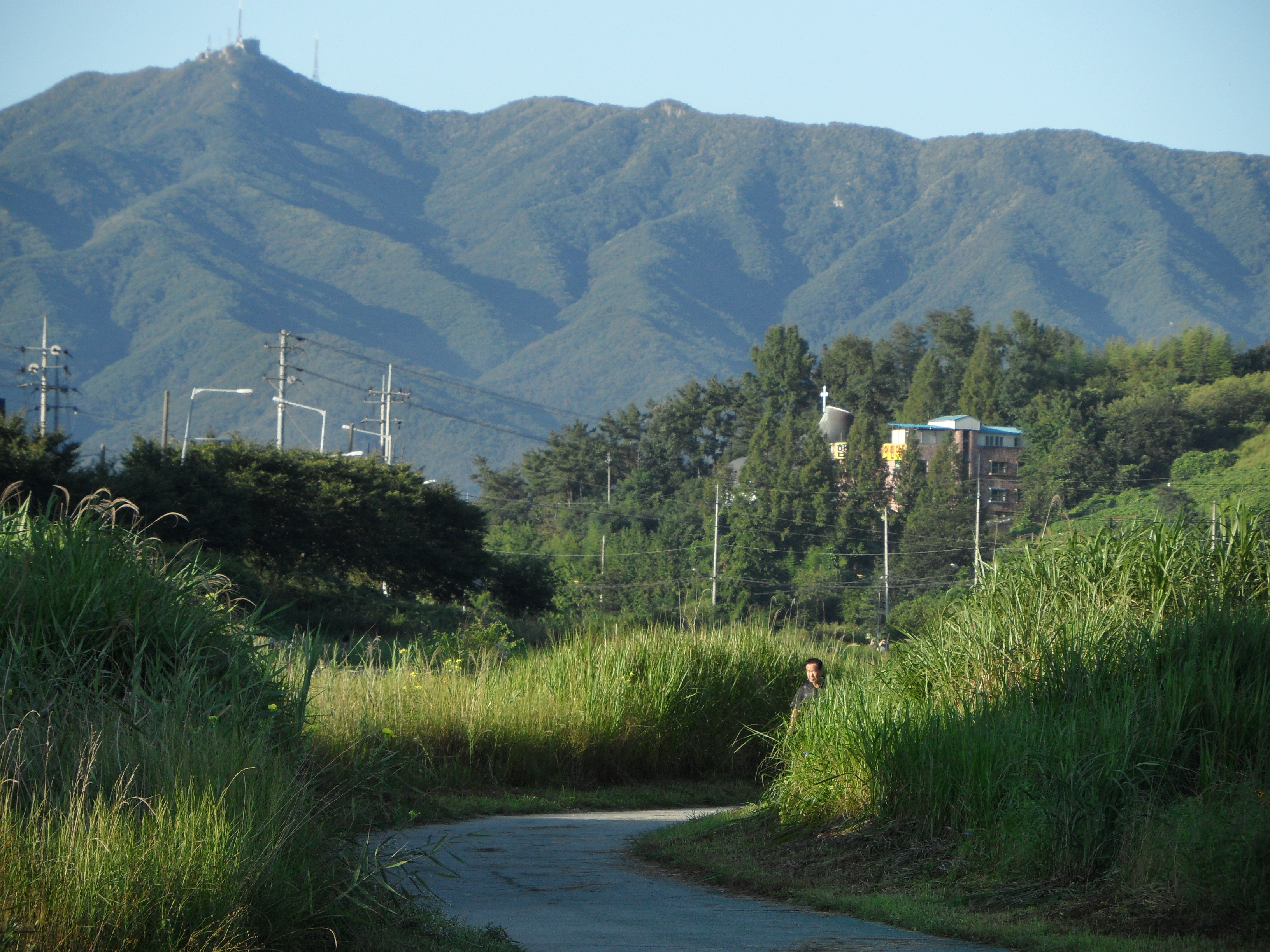
Jeonju trail network - 2014.